# Liro (Sondrio)
Pour les articles homonymes, voir Liro.
Ne doit pas être confondu avec le Liro qui traverse la Vallée de San Iorio et pénètre dans le Lac de Côme à Gravedona.
Le Liro est un torrent alpin de la province de Sondrio, qui coule près du col du Splügen et de la frontière entre l'Italie et la Suisse. Il s'étend sur la longueur de la vallée Spluga (ou val de San Giacomo), avant de rejoindre le Mera sur sa rive droite à Prata Camportaccio, un peu au sud-ouest de Chiavenna.
Sur la partie supérieure de son cours près de Montespluga, il forme un petit réservoir, le lac de Montespluga, altitude 1 901 m. Il forme un deuxième, et encore plus petit lac à Isola.